# Phil Zimmermann
Philip R. Zimmermann (* 12. února 1954, Camden, New Jersey, USA) je americký programátor, který v roce 1991 napsal šifrovací program Pretty Good Privacy (PGP), který se stal de facto standardem v oblasti soukromého šifrování e-mailů a později byl na jeho základě postaven skutečný standard OpenPGP. Zimmermann je spoluzakladatel v současné době i prezident nadnárodní firmy specializované na šifrovaní komunikace, Silent Circle.

## Pozadí
Narodil se v Camdenu v New Jersey. Jeho otec byl řidič míchačky na beton. Zimmerman získal v roce 1978 titul bakaláře v oboru informační technologie na Florida Atlantic University v Boca Raton na Floridě. Později se odstěhoval do San Franciska.

## PGP
V roce 1991 napsal populární program s názvem Pretty Good Privacy (PGP) a zveřejnil ho spolu se zdrojovými kódy na veřejně dostupném FTP serveru volně ke stažení. Byl to první široce dostupný program implementující asymetrickou kryptografii. Během velice krátké doby se stal program díky internetu dostupný i mimo území Spojených států amerických. Zimmerman prohlásil, že nemá nic společného s onou veřejnou distribucí.
Úplně první verze programu PGP obsahovala algoritmus BassOmatic vytvořený samotným Zimmermannem.

### Kriminální vyšetřování
Po zprávě z firmy RSA Data Security, Inc., která byla v licenčním sporu kvůli použití algoritmu RSA v PGP. Agentura United States Customs Service zahájila s Zimmermanem kriminální vyšetřování, za údajné porušení Arms Export Control Act. Vláda Spojených států již dlouho považovala kryptografický software jako munici a tím pádem podléhající Arms Export Control Act. V té době byla hranice mezi kryptografií přípustnou („low-strength”) a nepřípustnou („high-strength”) pro export ze Spojených států nastavena tak, že PGP spadalo do kategorie příliš silné pro export. Hranice byla od té doby posunuta a nyní je PGP dovoleno exportovat. Vyšetřování trvalo tři roky, ale nakonec byly všechny žaloby staženy bez jakýchkoliv postihů.
Potom co stáhla vláda žalobu na začátku roku 1996, Zimmerman založil PGP Inc. a vypustil aktualizovanou verzi PGP a pár dalších produktů. Společnost byla nakonec přebrána firmou Network Associates (NAI) v prosinci roku 1997, a Zimmermann zůstal tři roky jako starší společník. Společnost NAI se rozhodla v roce 2002 opustit vývoj PGP a od NAI ho přebrala společnost PGP Corporation. Zimmerman sloužil pro firmu jako speciální poradce a konzultant, dokud PGP Corporation nebyla převzata společností Symantec v roce 2010. Zimmerman je také společníkem v Centru pro Internet a Společnost (Stanford Center for Internet and Society) na Stanfordské katedře práva. Byl hlavním návrhářem kryptografického protokolu domluvy na klíči („asociační model”) pro standard bezdrátového USB.
Spolu s Mike Janke založil společnost Silent Circle.

## Zimmermanův zákon
Článek o „Zimermanově zákoně” z roku 2013 uvádí citát: „Přirozený technologický pokrok směřuje k tomu, aby bylo čím dál tím jednodušší nás sledovat.” a „Schopnost počítačů nás sledovat se každých 18 měsíců zdvojnásobuje.” (Jde o odkaz na Moorův zákon, který mluví o počtu tranzistorů.)

## Důležitá ocenění
Zimmermann obdržel mnoho technologických a humanitárních ocenění za průkopnickou práci v oboru kryptografie:
- V roce 2012, byl Zimmerman uveden do Internetové síně slávy (Internet Hall of Fame) Internetovou společností (Internet Society).[6]
- V roce 2008, PC World jmenoval Zimmermana jednoho z "50 nej technologických vizionářů" za posledních 50 let.
- V roce 2006, eWeek magazín umístil PGP na devátém místě "25 nejvlivnějších a nejinovativnějších produktů představených od uvedení PC roku 1981"[nedostupný zdroj].
- V roce 2003, ho časopis Reason jmenoval "Hrdinou svobody (Hero of Freedom)"[7]
- V roce 2001, byl uveden do Průmyslové síně slávy CRN (CRN Industry Hall of Fame).
- V roce 2000, ho časopis InfoWorld jmenoval v "Top 10 inovátorů v E-obchodě".
- V roce 1999, obdržel Cenu Louise Brandeise od Privacy International.
- V roce 1998, obdržel cenu za celoživotní přínos od časopisu Secure Computing Magazine.
- V roce 1996, obdržel Cenu Norberta Wienera za společenskou a profesionální zodpovědnost kvůli svému prosazovaní zodpovědného používání technologie.
- V roce 1995, obdržel Chrysler Design Award za inovaci a Pioneer Award od Electronic Frontier Foundation.
- V roce 1995, ho Newsweek jmenoval jedním z „Net 50” nejvlivnějších osobností internetu.

Autor Simon Singh věnoval v knize The Code Book celou kapitolu Zimmermanovi a PGP.

## Publikace
- The Official PGP User's Guide, MIT Press, 1995[9]
- PGP Source Code and Internals, MIT Press, 1995[10]